# 日本テレビ報道局静岡駐在部
日本テレビ報道局静岡駐在部（にほんテレビほうどうきょくしずおかちゅうざいぶ）は1978年6月30日まで静岡県静岡市に設置されていた日本テレビの報道局直轄の取材部署。静岡けんみんテレビ（現：静岡朝日テレビ）が開局するまで静岡県全体の取材にあたっていた。

## 概要・歴史
1953年8月28日に日本テレビ放送網（日本テレビ）が日本初の民間テレビ放送を開始した際、電波は静岡県の東部地域にも飛んでいたという。このため日本テレビは当時の報道部に静岡駐在担当を置き、静岡県内の取材を行っていた。
1958年11月1日に静岡放送が静岡県初の民間テレビ放送を開始すると、番組に関しては静岡放送を介して取材する事となる。しかし静岡放送は、1959年8月1日に発足したJNNに正式加盟し、ラジオ東京テレビ（現：TBSテレビ）主体のフリーネットに移行。同時にJNN協定が適用されることとなり、同局を介しての取材ができなくなった。
これに対して日本テレビは、報道部を報道局に昇格したのと同時に静岡駐在担当を報道局直轄の部署に再編して対応した。名称も報道局静岡駐在部へと変更している。静岡駐在部は1966年4月1日にNNNが発足した後も、支局に昇格せずに継続していた。ちなみに静岡駐在部は読売新聞静岡支局の入っていた建物に同居していた。
1976年、読売新聞社が朝日新聞社と共同出資して静岡県民放送（通称：静岡けんみんテレビ）を設立すると、日本テレビは同局を介しての取材に移行する事となった。これにより同局が開局した1978年7月1日をもって、静岡駐在部は廃止された。
静岡けんみんテレビは日本テレビ系列とテレビ朝日系列のクロスネット局として開局したが、1年後の1979年7月1日にテレビ朝日系列のフルネット局となりNNNを脱退。日本テレビは同日に開局した静岡第一テレビを介しての取材に移行し現在に至っている。